# Église Notre-Dame-de-l'Assomption d'Autun
Pour les articles homonymes, voir Église Notre-Dame-de-l'Assomption.
Ne doit pas être confondu avec Église Notre-Dame-du-Châtel.
L'église Notre-Dame-de-l'Assomption est une église du XVIIIe siècle située à Autun, en Saône-et-Loire en France.
Elle surplombe la Terrasse, au sud-ouest de la place du Champ-de-Mars, dans le centre-ville. Édifiée pour remplacer une chapelle du XVIIe siècle, elle est à l'origine la chapelle privée du collège jésuite, actuel lycée Bonaparte. L'église perd son usage religieux sous la Révolution, puis est restaurée au culte catholique sous le Consulat. Elle est maintenant le siège d'une des deux paroisses de la ville.
Son architecture est typique de l'art jésuite. Trois statues de son mobilier sont classées au titre d'objet aux monuments historiques en 1931 avant que l'édifice ne le soit entièrement en 1943.

## Histoire

### Chapelle du collège

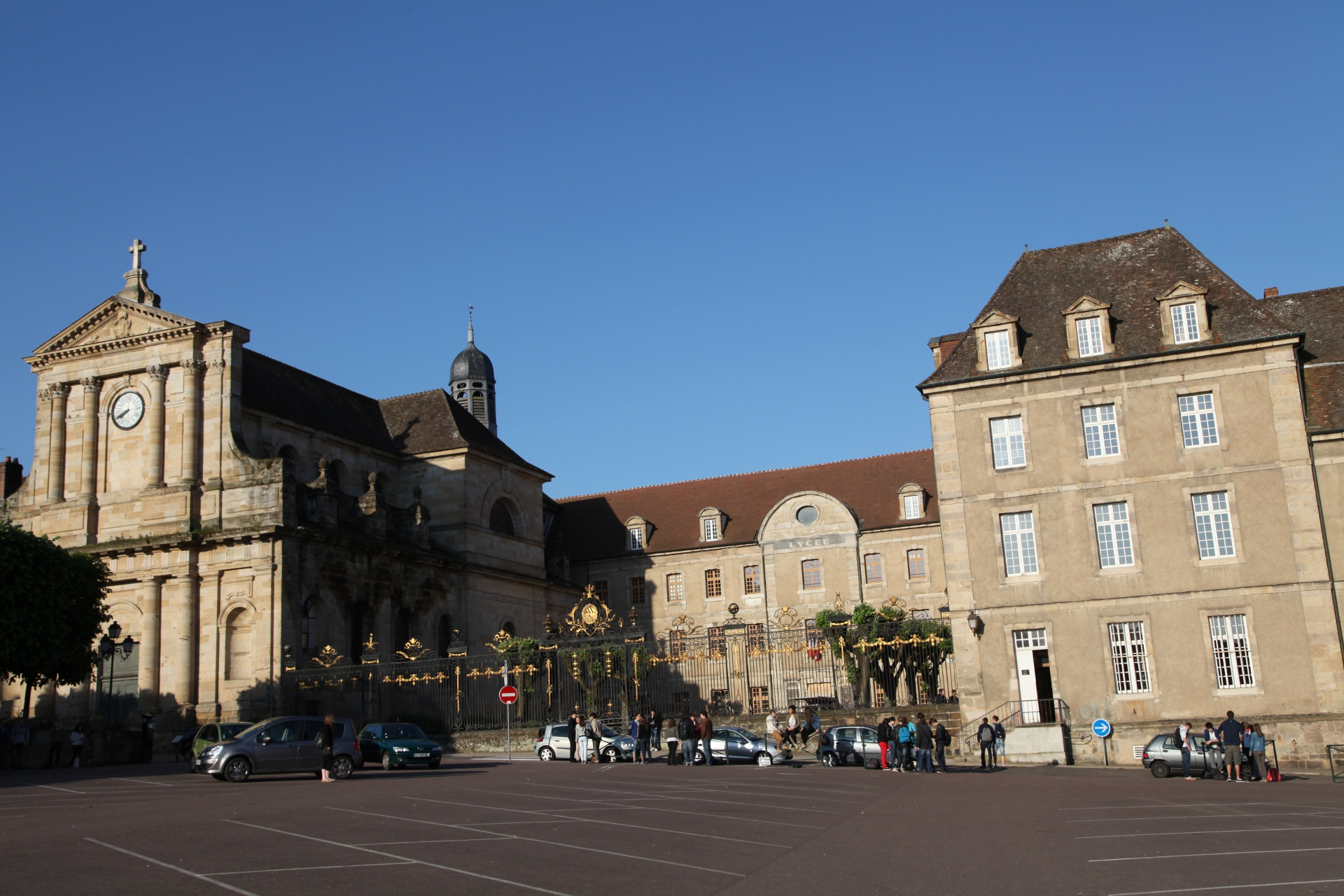
Le collège.

Les jésuites s'installent à Autun en 1608. Leur premier collège, situé plus au nord, rue Saint-Christophe, étant devenu trop étroit, ils font édifier, à partir de 1709, un important collège face à la place du Champ-de-Mars. Attenante au sud du bâtiment, une grande chapelle est construite entre 1757 et 1763. Son plan est réalisé par l'architecte Jean-Baptiste Caristie.
Cette chapelle succède à une autre, moins importante, que les jésuites avaient fait construire pour leur usage. Elle avait été bénit par l'évêque d'Autun Claude de la Magdelaine en 1643.
En 1763, la Compagnie de Jésus est bannie de France et la chapelle ne reçoit plus d'office. Elle accueille la réunion des États de Bourgogne qui se tiennent la même année à Autun. Dès 1764, le diocèse envoie des prêtres pour prendre la tête du collège, avant qu'il ne soit finalement confié à la Congrégation de l'Oratoire en 1786. La chapelle est bénite le 25 avril 1764.

### Église Notre-Dame-de-l'Assomption
L'église est supprimée durant la Révolution. Elle sert d'abord aux séances extraordinaires du Club des jacobins, mais aussi d'entrepôt et d'arsenal et accueille les réunions de la Société populaire. Le 25 vendémiaire an IX (17 octobre 1800), sous le Consulat, elle est affectée par un arrêté préfectoral à la célébration des fêtes nationales et décadaires, jusque-là organisées devant la cathédrale. Elle est ouverte au culte catholique le 22 messidor an IX (11 juillet 1801) pour tous les habitants, selon un arrêté du 25 floréal an IX (15 mai 1801) précédent consécutif à une pétition.
Le 23 thermidor an X (11 août 1802), l'ancienne chapelle est érigée en succursale sous le vocable de saint Pancrace, vocable qui évolue dès l'année suivante en « de l'Assomption de la très Sainte Vierge et de saint-Pancrace ». L'église est élevée en cure de seconde classe par une ordonnance royale du 29 décembre 1819. Il y est déplacé en 1803 l'autel de l'abbaye de Saint-Symphorien-les-Autun.
Après avoir été un collège communal, l'établissement scolaire est transformé un en lycée en 1968.
L'église est classée au titre des monuments historiques en 1943.

## Architecture

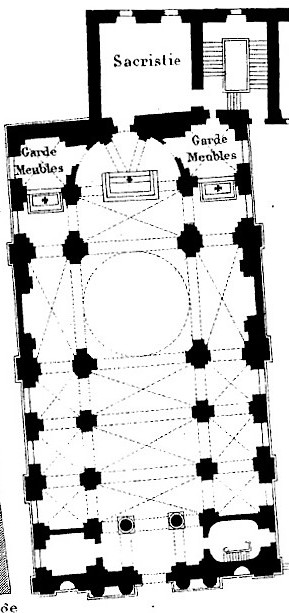
Détail du plan du collège des jésuites au XVIII, publié par la Société éduenne en 1884.

L'église est construite selon un plan en croix latine, orientée à l'ouest
L'architecte, Jean-Baptiste Caristie, est originaire d'une famille d'architecte de Novare. À Autun, avant la chapelle, il a déjà dirigé avec son père Michel-Ange la construction de l'église de l'abbaye Saint-Martin. Pour la chapelle du collège, il reproduit le style jésuite, caractérisé par l'église jésuite du Gesù de Rome.

### Façade
La façade de l'édifice présente un large rez-de-chaussée relié à un étage, qui lui est plus étroit, par des consoles renversées. Le rez-de-chaussée, comme l'étage, est orné de quatre colonnes, qui correspondent à l'emplacement de la nef et aux collatéraux. Elles sont d'ordre dorique au rez-de-chaussée et d'ordre corinthien à l'étage,. Les à-côtés sont décorés de niches flanquées de pilastres. Cet ensemble entoure une haute porte cintrée.

Le rez-de-chaussée et l'étage sont raccordés par des consoles renversées. Le fronton présentait les armes d'Autun,, mais n'a été conservé que ses entablements. À l'origine, l'étage était percé en son centre d'une baie cintrée. Celle-ci est supprimée, avec ses vitraux, en l'an VI (1797-1798). La fenêtre est comblée et un cadran, emprunté au couvent des Cordeliers, est installé sous son cintre. La partie inférieure de la baie est ornée d'une peinture de Guillaume Boichot sur le thème des Trois Parques. Considérée comme païenne, elle est toutefois effacée en juillet 1807 par le curé de Notre-Dame. Son auteur, lorsqu'il en prend connaissance en 1811, s'en émeut dans une lettre : 

« J'ai appris que l'on avait abattu les Parques qui décoraient l'horloge dans le Champ de Mare. Elles portaient un caractère qui tenait à Michel Ange. C'était une allégorie poétique ingénieuse, qui n'avait rien d'indécent et qui marquait le cours de la vie humaine, sans présenter la figure horrible de la mort. J'en conserve un dessin qui fait plaisir aux amateurs. »

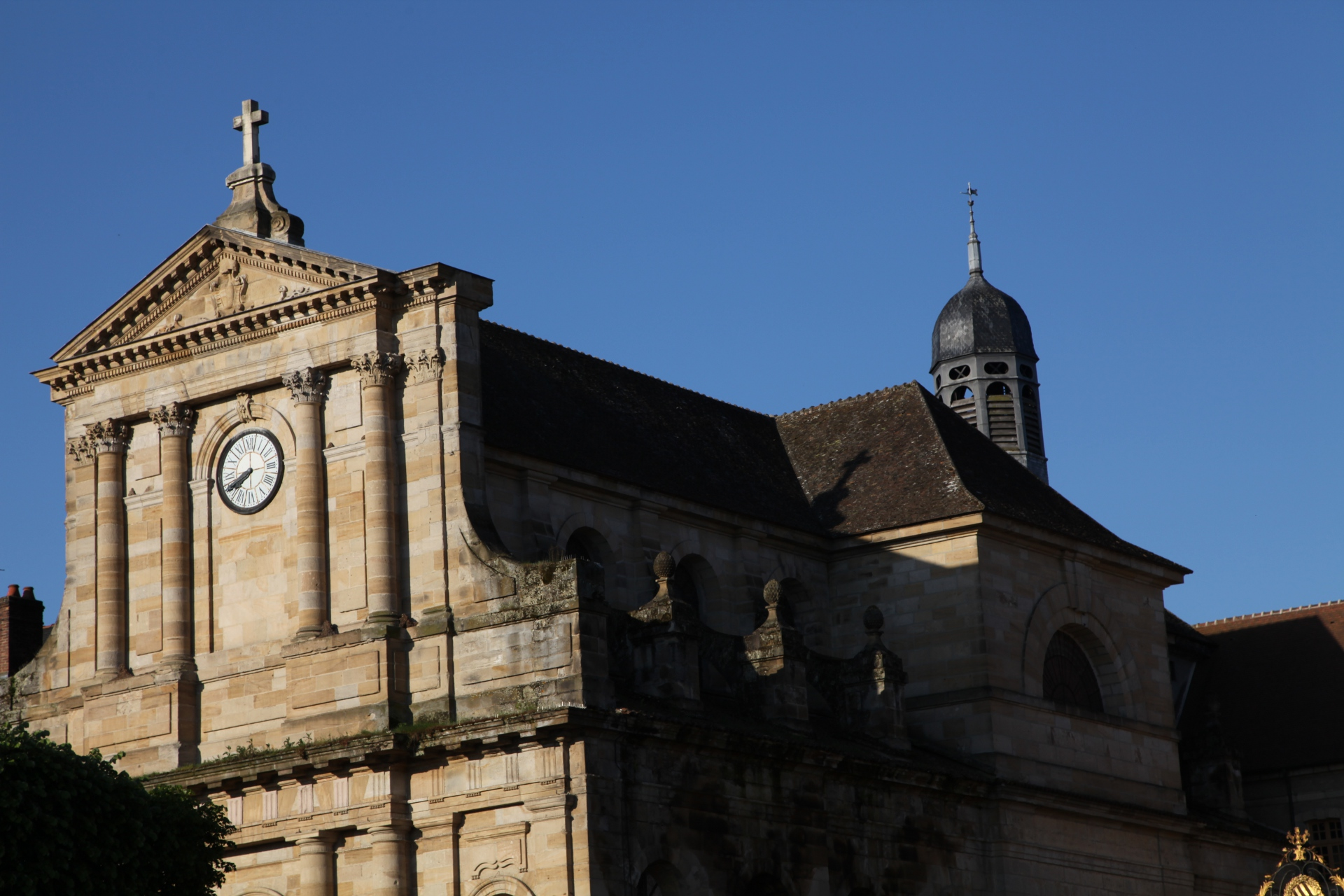
L'étage de l'église.
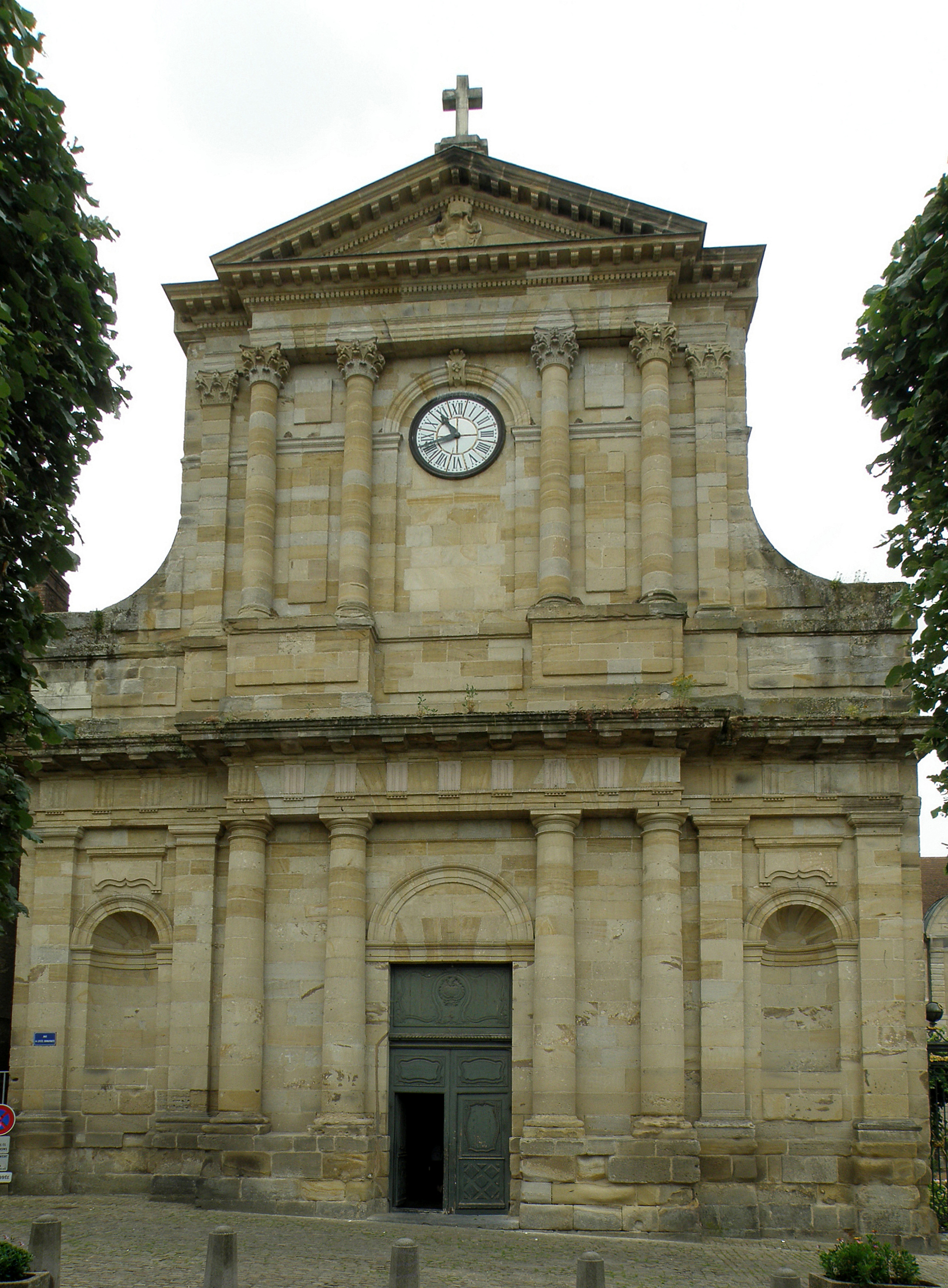
La façade.
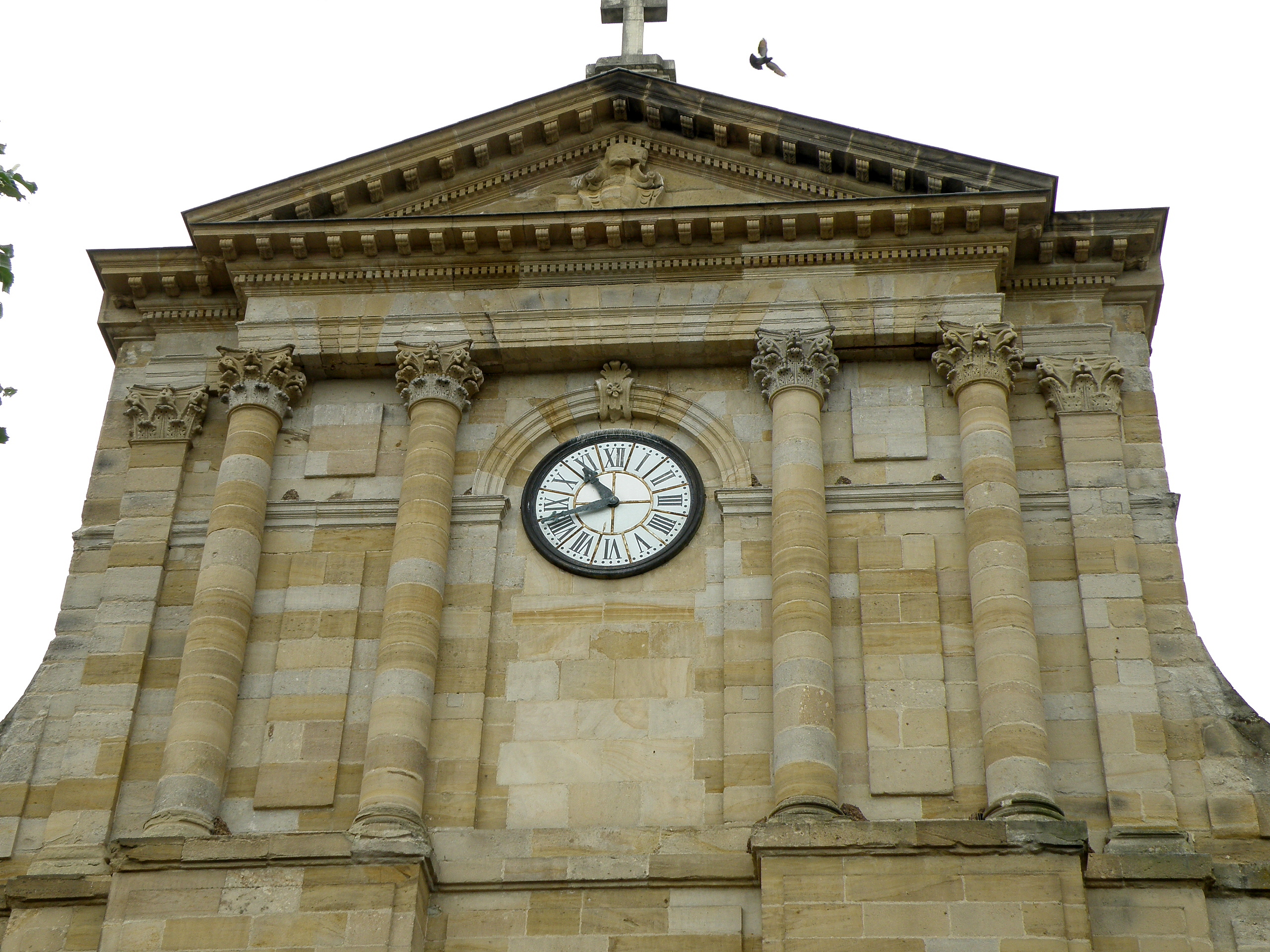
Détail de l'étage.
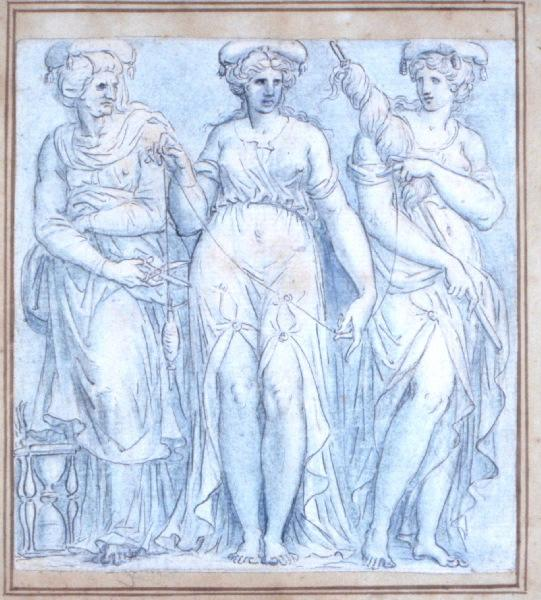
Dessin original des Trois Parques de Boichot. Autun, musée Rolin[11].

### Intérieur
L'intérieur de l'édifice est de 36,93 mètres de longueur et de 18,15 mètres de largeur. L'historien Harold de Fontenay le décrit comme suit : « L'intérieur [...] consiste en une nef principale s'ouvrant sur des bas-côtés par trois baies en plein cintre que séparent des pilastres d'ordre ionique supportant un entablement au-dessus duquel la voûte prend naissance. À ces pilastres correspondent des arcs-doubleaux entre lesquels sont des voûtes d'arêtes. Le carré du transept est voûté en coupole. Le chœur qui commence au transept s'ouvre sur deux chapelles latérales par une baie cintrée semblable à celles de la nef. L'hémicycle comporte également trois baies semblables dont deux sont coupées dans leur hauteur par des tribunes sous lesquelles sont des garde-meubles ; la troisième qui fait le fond de l'abside donne accès dans une grande sacristie. »

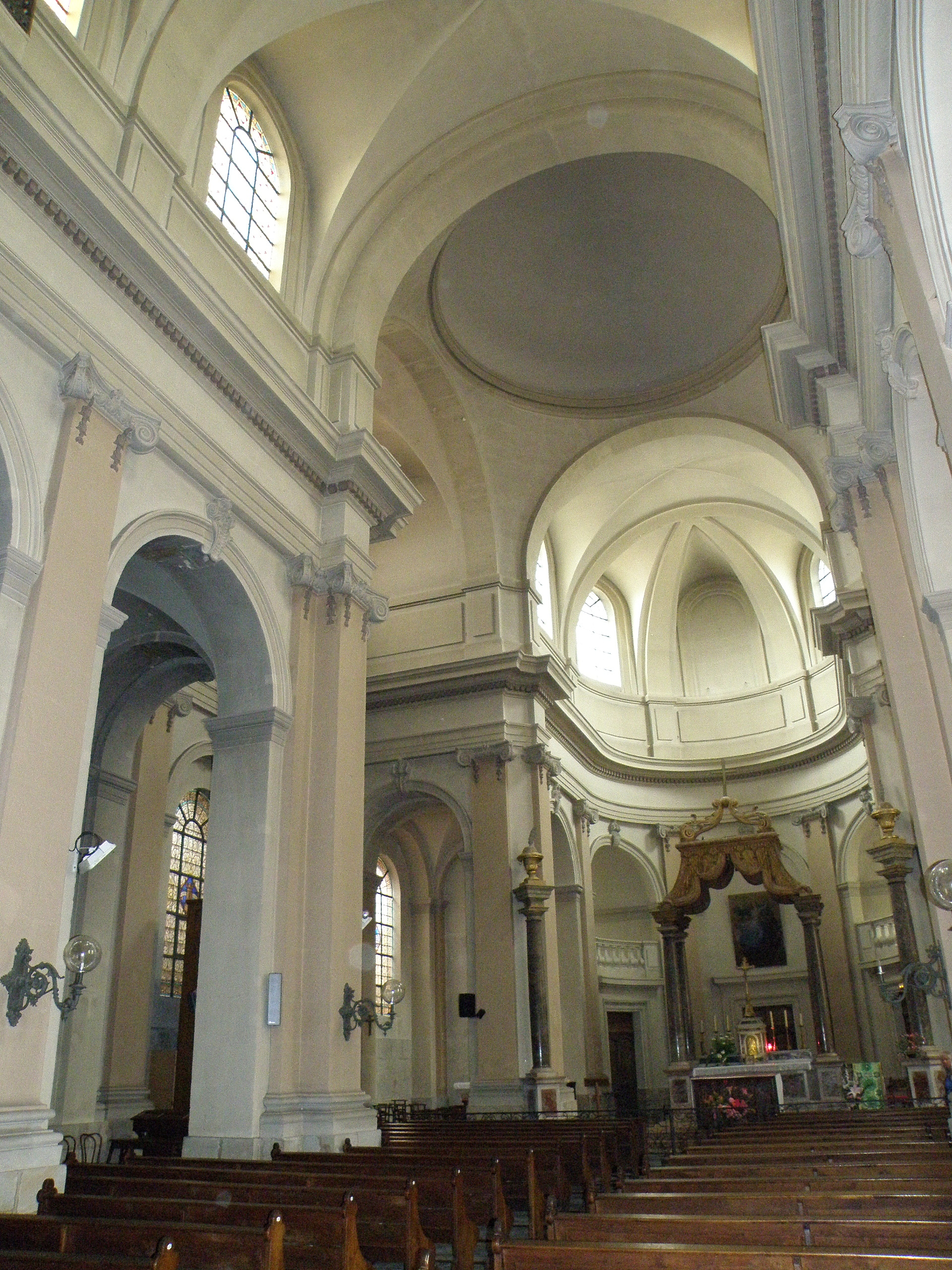
L'intérieur.
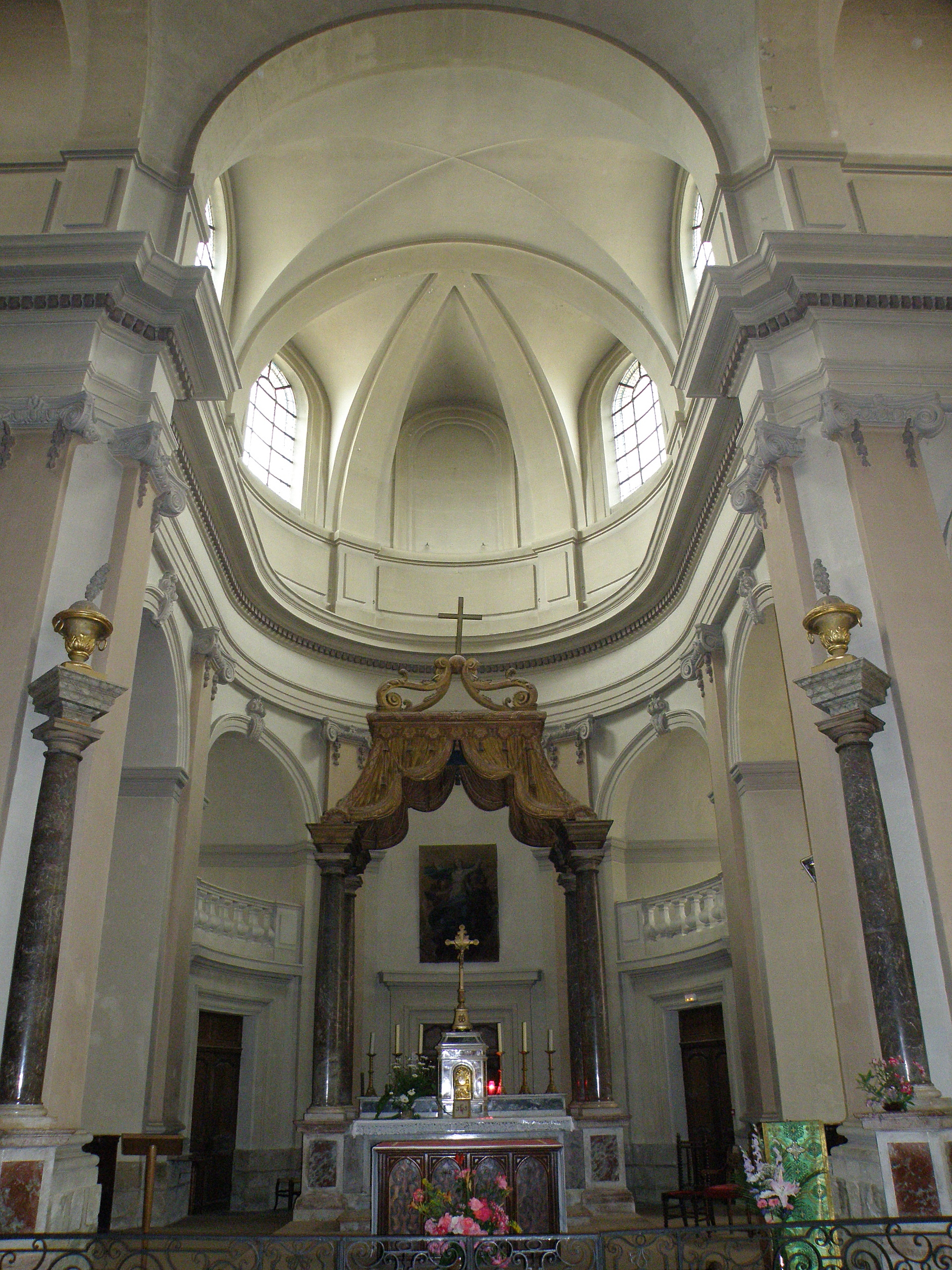
Détail sur le chœur et l'autel de Saint-Symphorien.

## Patrimoine mobilier
Deux éléments du patrimoine mobilier de l'église sont classés au titre d'objet aux monuments historiques en 1931 :
- deux statues en bois de saint Crépin et saint Crépinien, du XVIe siècle, la première haute de 95 centimètres et la seconde de 125 centimètres, conservées dans le bras gauche du transept[12] ;
- un groupe sculpté en pierre représentant l'éducation de la Vierge enfant par saint Anne, du XVe siècle, haut de 140 centimètres, dans la chapelle absidiale nord[13].

On retrouve également un second groupe sculpté, représentant la Vierge à l'Enfant.
L'orgue de tribune est réalisée en 1846 par Joseph Callinet, à Rouffach en Alsace. Elle est haute d'environ 5 mètres, large de 4 mètres et profonde de 1,5 mètre. La console, en fenêtre, comporte deux claviers manuels (un grand orgue à neuf jeux et un récit à cinq jeux) et un pédalier. Elle est modifiée en 1889 par Nicolas Théodore Jaquot et Charles Didier, de Rambervillers (Vosges), pour que son récit soit expressif. La partie instrumentale de l'orgue est classée en 1991 en titre d'objet.
L'autel de l'abbaye Saint-Symphorien qui y a été déplacé présente des colonnes monolithes en marbre et un ciborium doré.

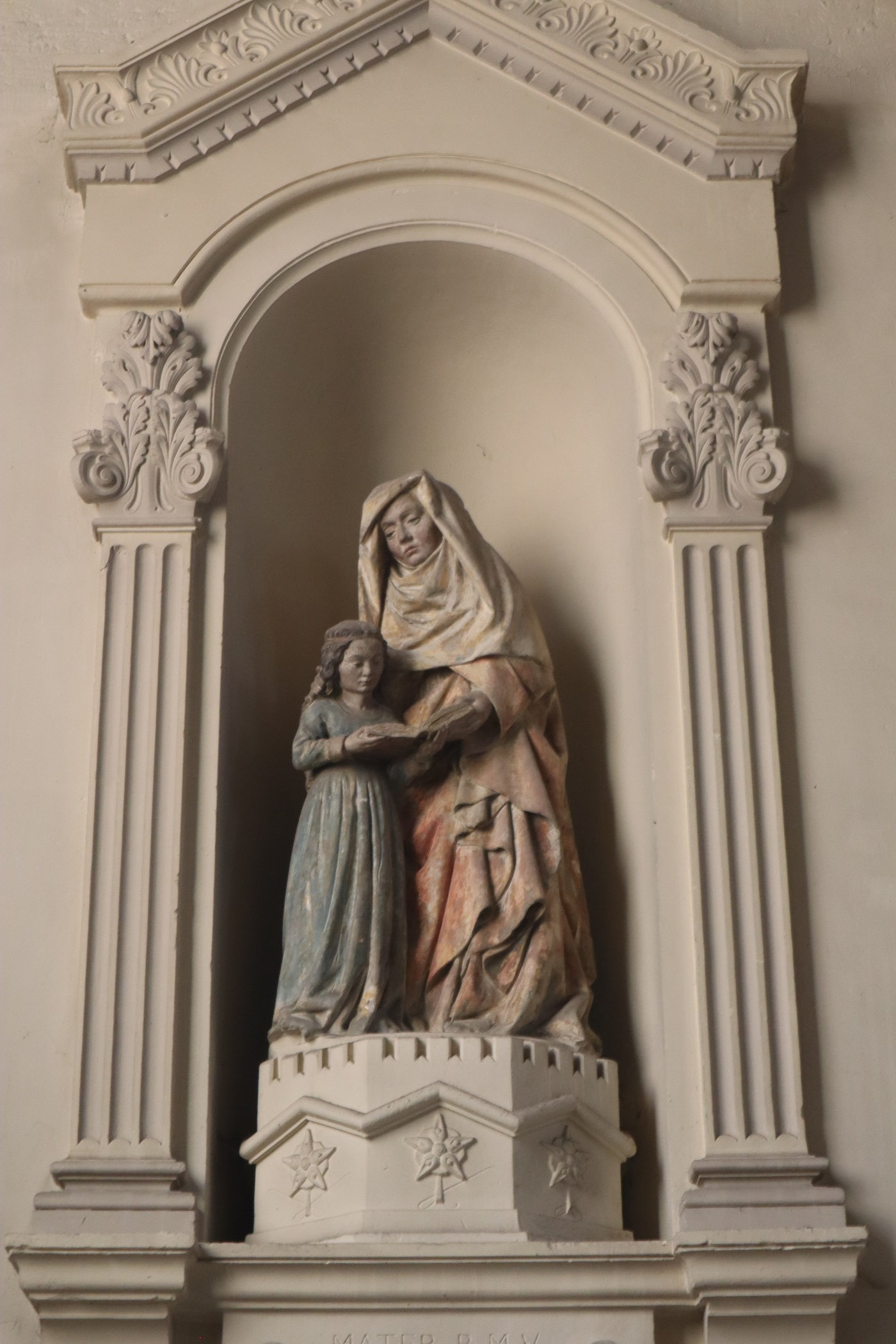
Statue de saint Anne et de la Vierge enfant.
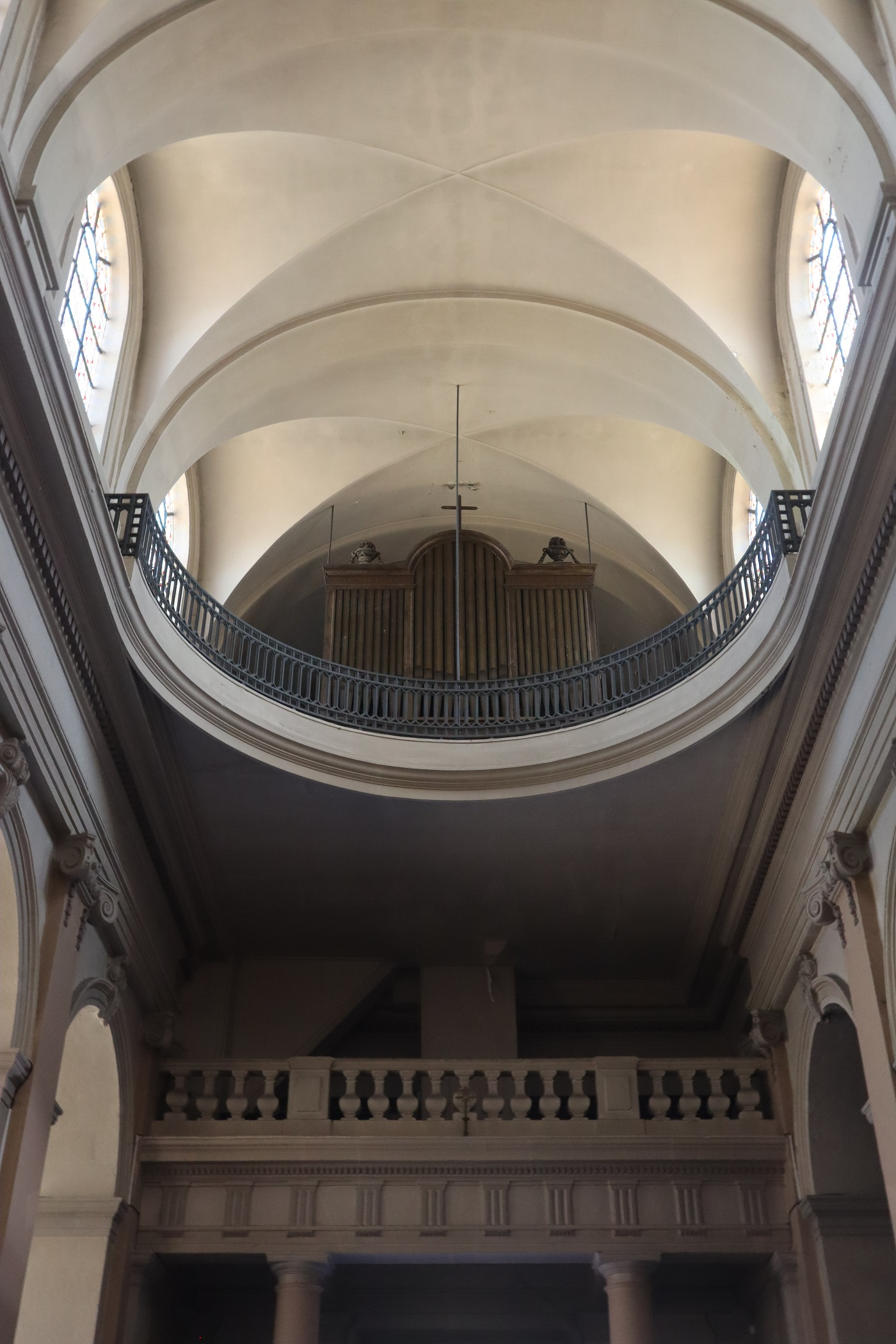
L'orgue.
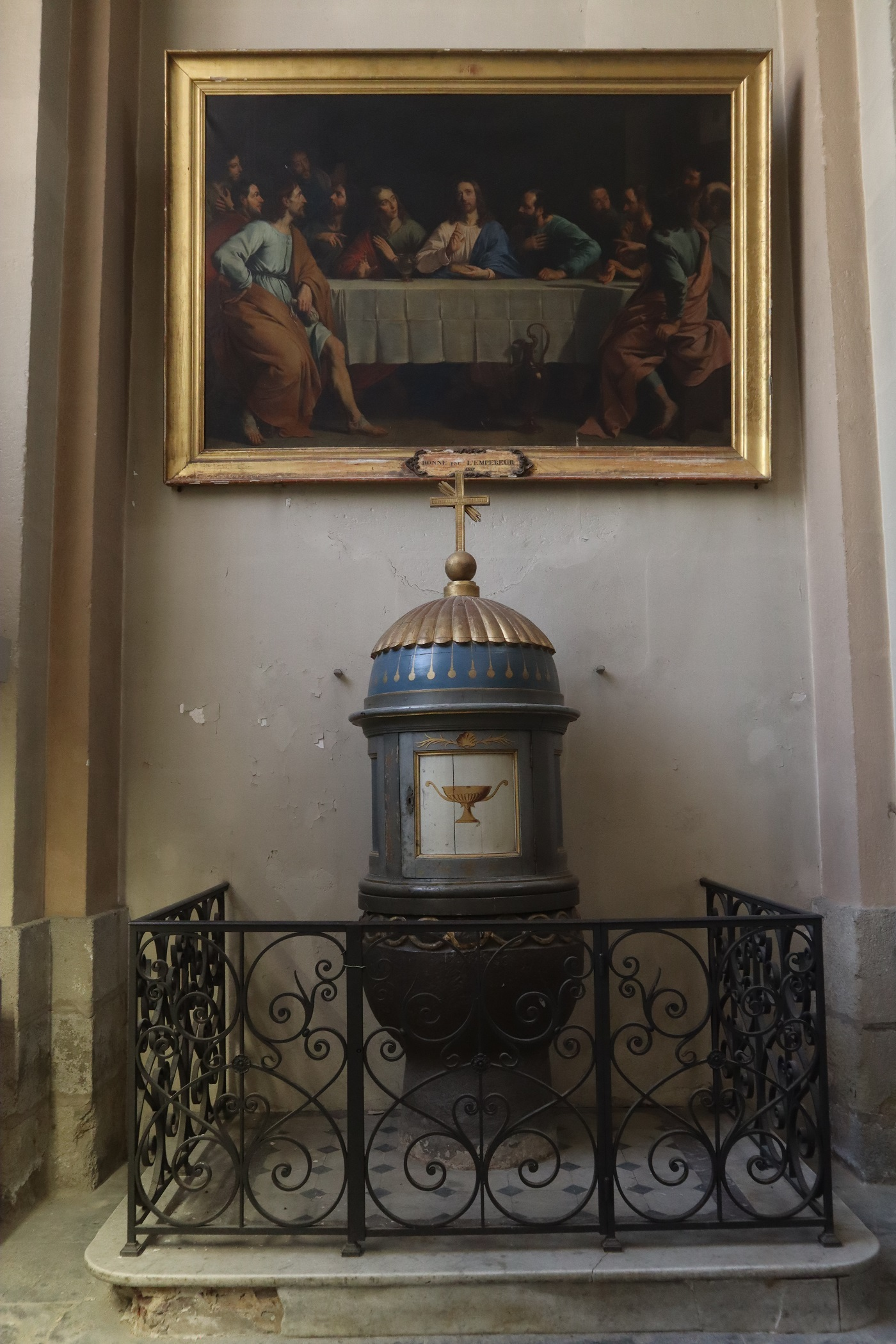
Les fonts baptismaux.
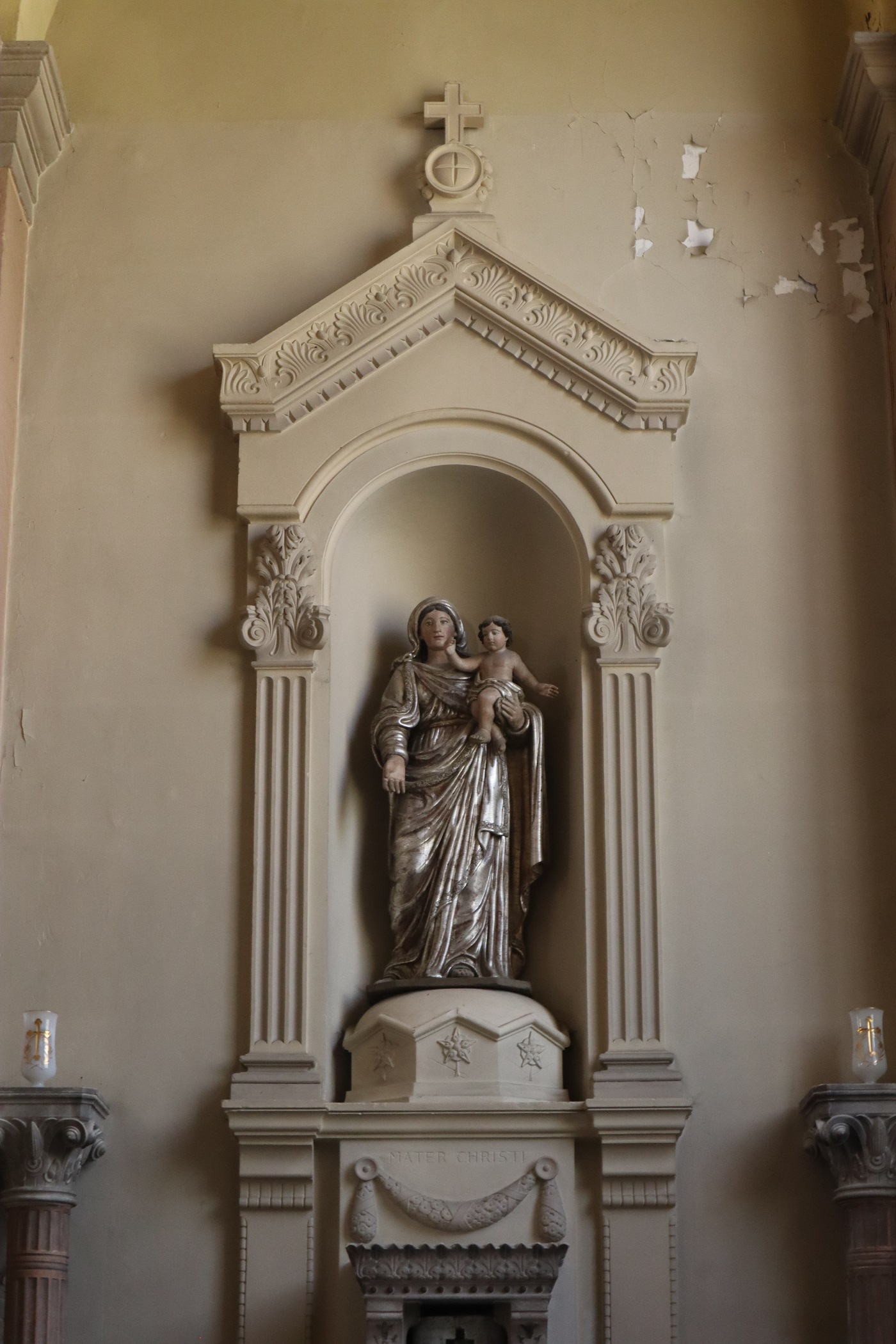
Statue de la Vierge à l'Enfant.